# 伪针茅
伪针茅（学名：Pseudoraphis spinescens），为禾本科伪针茅属下的一个植物种。